# 茶谷誠一
茶谷 誠一（ちゃだに せいいち、1971年 - ）は、日本の日本近代史研究者。志學館大学人間関係学部教授。

## 人物
石川県生まれ。1995年明治大学文学部史学地理学科卒業。同大学院修士課程修了。2006年立教大学大学院文学研究科博士後期課程修了、「1930年代における宮中勢力の政治動向」で博士（文学）。成蹊大学文学部助教等を経て、2018年志學館大学人間関係学部准教授。2020年4月志學館大学人間関係学部教授。

## 著書
- 『昭和戦前期の宮中勢力と政治』（吉川弘文館） 2009年 ISBN　9784642037921　オンデマンド版　2021年　ISBN　9784642737920
- 『昭和天皇 側近たちの戦争』（吉川弘文館、歴史文化ライブラリー） 2010年　ISBN　9784642056960、オンデマンド版 2019年 ISBN　9784642756969
- 『宮中からみる日本近代史』（筑摩書房、ちくま新書） 2012年
- 『牧野伸顕』（吉川弘文館、人物叢書） 2013年　ISBN　9784642052696
- 『象徴天皇制の成立 昭和天皇と宮中の「葛藤」』（NHK出版、NHKブックス） 2017

### 編著
- 『日中戦争対中国情報戦資料』全10巻（粟屋憲太郎共編、現代史料出版） 2000
- 『「昭和天皇実録」講義 - 生涯と時代を読み解く』（古川隆久, 森暢平共編、吉川弘文館） 2015 ISBN　9784642082853
- 『金原節三陸軍省業務日誌摘録 前編』（波多野澄雄共編、現代史料出版） 2016 -
- 『関屋貞三郎日記』全4巻（国書刊行会） 2018 - 未完
- 『象徴天皇制のゆくえ』（志學館大学出版会） 2020
- 『昭和天皇拝謁記 初代宮内庁長官 田島道治の記録』（全7巻：岩波書店） 2021 - 2023
- 『「昭和天皇拝謁記」を読む』岩波書店 2024。上記の副読本
編集委員：他は古川隆久, 冨永望, 瀬畑源, 河西秀哉, 舟橋正真, 吉見直人
- 『百武三郎日記　侍従長が見た昭和天皇と戦争』（全3巻：岩波書店） 2025 -
古川隆久と共編、最終巻に関連資料、索引

## 論文
- <茶谷誠一